# KUKA Systems
KUKA Systems GmbH — международный поставщик инженерных услуг и гибких автоматизированных производственных решений. Компания входит в состав открытого акционерного общества KUKA в Аугсбурге и представлена в двенадцати странах мира, насчитывает 3900 сотрудников.
В автомобилестроительных процессах оборудование KUKA Systems используется такими фирмами как BMW, GM, Chrysler, Ford, Mercedes-Benz, Volvo, Volkswagen и Daimler, АвтоВАЗ, инженерные решения представлены в производственных цехах Airbus, EADS Astrium, Siemens, Ростсельмаш, ТВСЗ и других компаний. Ассортимент оборудования включает в себя продукты для решения задач в сфере обработки металлических и неметаллических материалов.

## История
В 1889 году Йоханн Йозеф Келлер совместно с Якобом Кнаппих основывают ацетиленовый завод для производства недорогих систем освещения зданий и улиц, бытовых приборов и автомобильных фар. Создание отдела по производству котлов и кузовов-контейнеров для коммунальной техники (машины для уборки улиц, канализационных работ, мусорные машины) в 1922 году ведет за собой освоение новых сегментов рынка. Следствием работы этого отделения стали первые крупногабаритные автомобильные цистерны, разработанные в 1927 году. Из начальных букв названия фирмы «Keller und Knappich Augsburg» образуется аббревиатура KUKA.
Разработка и производство оборудования для контактной сварки началось в 1936 году. Три года спустя на фирме KUKA трудилось уже более 1000 человек. После сильного разрушения территории завода во время Второй мировой войны в 1945 году, KUKA возобновляет производство сварочных аппаратов и мелкой бытовой техники. Чтобы снизить свою зависимость от сварочных установок и автомобилей коммунального назначения, компания начинает поиск дополнительных сфер деятельности. По этой причине фирма начинает производство двухцилиндровых кругловязальных машин и выпуск портативных печатных машинок «Princess». В 1972 году KUKA представляет установку для магнитно-дуговой сварки.
В 1973 году фирма производит первого робота KUKA — «Famulus», в 1978 году начинается серийное производство индустриального робота IR 601/60. В 1981 году деятельность распределяется между тремя самостоятельными предприятиями: «KUKA Schweissanlage + Roboter», «KUKA Umwelttechnik» и «KUKA Wehrtechnik».
В 1996 году KUKA Schweißanlagen GmbH становится независимой компанией. С 2006 года она обладает собственным заводом по производству автомобильных кузовов в Толидо и выпускает продукты для Chrysler и Jeep Wrangler.
В 2007 году KUKA Schweißanlagen была переименована в KUKA Systems.